# Frans Berkhout
Frans G. H. Berkhout (1961) is een Nederlands onderzoeker en hoogleraar aan de Vrije Universiteit van Amsterdam waar hij innovatie en duurzaamheid doceert. Ook is hij directeur van het Instituut voor Milieuvraagstukken (IVM).
Berkhout is betrokken is bij het Fifth Assessment Report (2013/14) van het Intergovernmental Panel on Climate Change (IPCC).